# Haussez
Haussez – miejscowość i gmina we Francji, w regionie Normandia, w departamencie Sekwana Nadmorska.
Według danych na rok 1990 gminę zamieszkiwało 237 osób, a gęstość zaludnienia wynosiła 18 osób/km² (wśród 1421 gmin Górnej Normandii Haussez plasuje się na 668. miejscu pod względem liczby ludności, natomiast pod względem powierzchni na miejscu 202.).